# Paramischocyttarus madagassus
Paramischocyttarus madagassus är en stekelart som beskrevs av Gusenleitner 1998. Paramischocyttarus madagassus ingår i släktet Paramischocyttarus och familjen Eumenidae. Inga underarter finns listade i Catalogue of Life.